# Karl Gröger

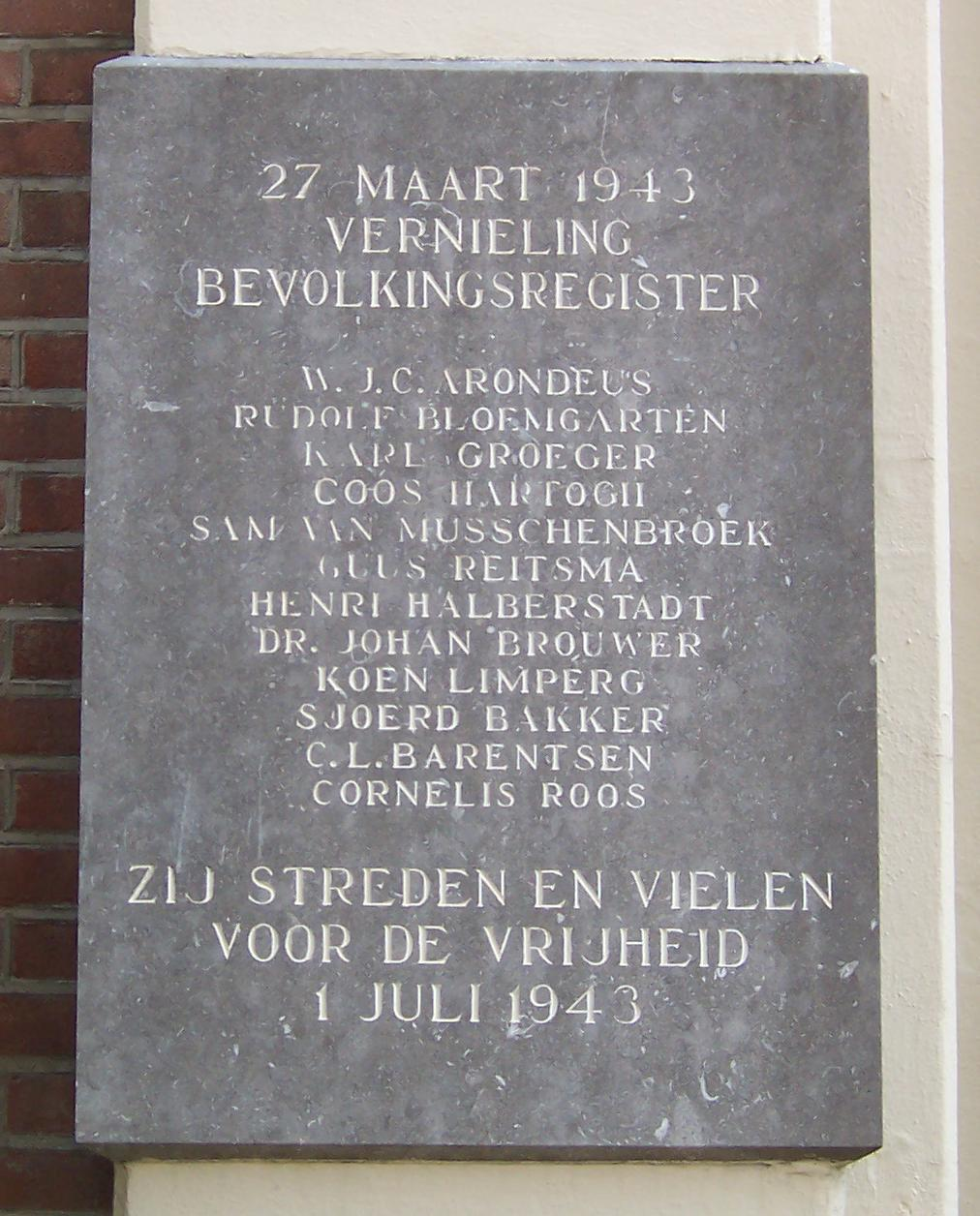
Gedenktafel in Amsterdam

Karl B. Gröger (* 7. Februar 1918 in Wien; † 1. Juli 1943 in Amsterdam) war ein aus Wien stammender Medizinstudent, der während der Zeit des Nationalsozialismus im niederländischen Widerstand aktiv war.

## Leben
Nach dem „Anschluss Österreichs“ floh Karl Gröger von Wien nach Amsterdam, wo er sein bereits in Österreich begonnenes Medizinstudium fortsetzte. Nach dem deutschen Einmarsch wurde Gröger zur Wehrmacht eingezogen, allerdings bereits nach wenigen Monaten wieder entlassen, da er als sogenannter „Vierteljude“ als „wehrunwürdig“ galt.
Durch seine Arbeit als Zahntechniker lernte er mehrere Personen kennen, die bereits im Widerstand tätig waren, darunter Coos Hartogh und Henri Halberstadt. Ab August 1942 begannen sie, eine Untergrundzeitung mit dem Namen Rattenkruit (dt.: „Rattengift“) herauszugeben, in der sie zum bewaffneten Kampf gegen die Besatzung aufriefen.
Gemeinsam mit einer Widerstandsgruppe rund um die Künstler Willem Arondeus und Gerrit van der Veen verübte Karl Gröger nach längeren Vorbereitungen am 27. März 1943 einen Anschlag auf das Einwohnermeldeamt Amsterdam. Dabei waren ihnen auch die Kenntnisse von Hilfe, die Gröger in seiner Zeit bei der Wehrmacht erlangt hatte. Bei dem Anschlag, bei dem die Mitglieder der Gruppe als niederländische Polizisten verkleidet in das Gebäude eindrangen, konnten zahlreiche Akten zerstört werden, die für die Organisation der Deportation von Juden in Arbeits- oder Vernichtungslager benötigt wurden. Auch die Kontrolle von gefälschten Personalausweisen sollte so erschwert werden. Der Aktion war allerdings nur begrenzter Erfolg beschieden, da die Widerstandsgruppe nichts von der Existenz eines zweiten, identischen Registers wusste.
Nach dem Anschlag versteckte sich Gröger auf einem Bauernhof, verriet sich allerdings durch ein Telegramm an einen Freund; die SS verhaftete ihn am 8. April. Ein deutsches Standgericht verurteilte ihn daraufhin gemeinsam mit 13 anderen Mitgliedern der Gruppe zum Tode. Nachdem ein Gnadengesuch durch Heinrich Himmler abgelehnt worden war, wurde Karl Gröger am 1. Juli 1943 erschossen.

## Auszeichnungen
- 1984 Niederländisches Widerstandsverdienstkreuz (Verzetsherdenkingskruis) für den Anschlag auf das Einwohnermeldeamt.[1]
- 1986 ehrte die israelische Holocaustgedenkstätte Yad Vashem Karl Gröger als Gerechter unter den Völkern.